# Villa Giustiniani

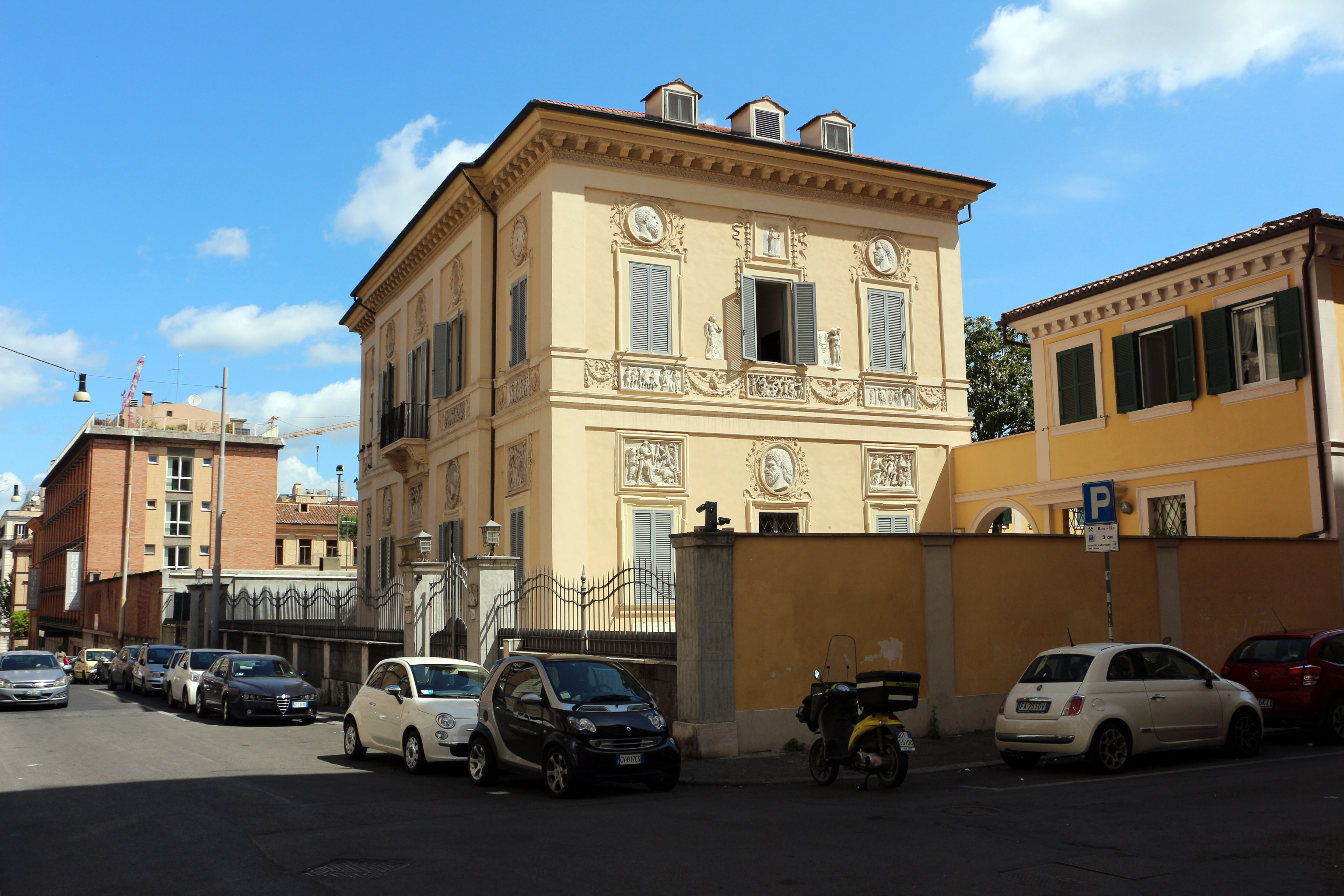
Vista do Casino a partir da Via Matteo Boiardo.

Villa Giustiniani al Laterano, conhecida também como Villa Giustiniani Massimo ou apenas Villa Massimo, era uma villa que ficava localizada entre as modernas Via Merulana, Via Tasso, Viale Alessandro Malzoni e a Piazza San Giovanni in Laterano, no rione Esquilino de Roma. Tudo o que resta atualmente é o chamado Casino Massimo Lancellotti, a sede principal da antiga villa, cuja entrada está na Via Matteo Boiardo (nº 16).

## História
Em 1566, o sultão otomano Suleimão, o Magnífico, conquistou a ilha de Quio, que na época era uma possessão da companhia Maona de Quio e Foceia, controlada pela família Giustiniani. Giuseppe, um membro da família, se mudou para Roma e se tornou uma figura proeminente na cidade graças à enorme fortuna da família. Seu filho, Vincenzo Giustiniani, comprou o Palazzo Giustiniani, perto da igreja de San Luigi dei Francesi, e o feudo de Bassano Romano.

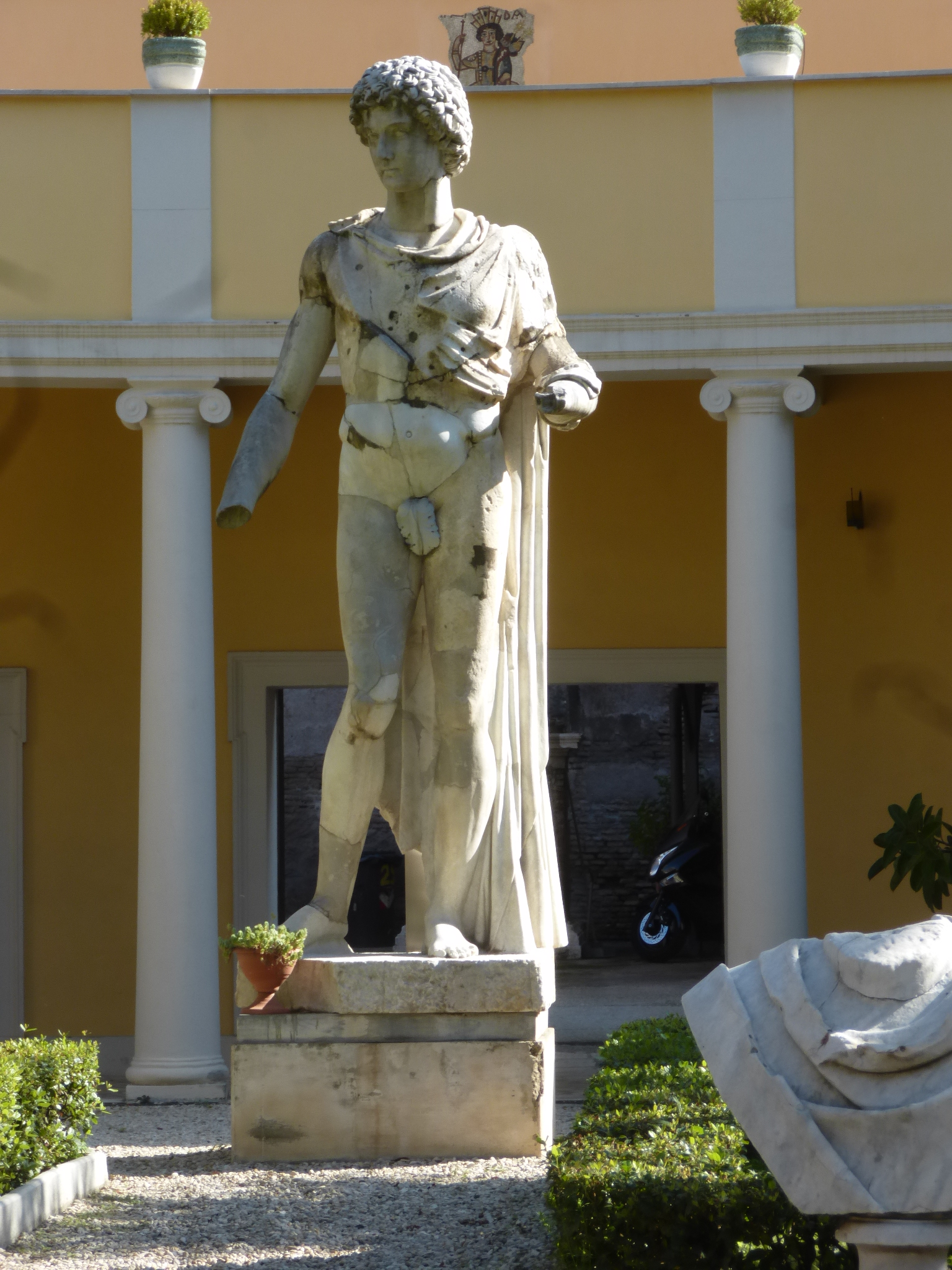
Estátua de Justiniano no centro do moderno pátio.

in ca. 1600 he built a villa between that of the Astalli and S. Giovanni in Laterano. Por volta de 1605, Vincenzo, então marquês, príncipe de Bassano e depositário da Câmara Apostólica, adquiriu um terreno de uma vinha entre a Villa Astalli e San Giovanni in Laterano e ali construiu uma villa e uma luxuosa residência. Assim a descreve F. Titi:
| “ | Numa esquina da estrada de San Giovanni Laterano, que leva a Santa Maria Maggiore, do lado direito, está esta villa, que tem um portão de arquitetura magnífica de Carlo Lombardi. O palacete é obra de Borromini e demtro dele e por toda a villa estão espalhados muitos mármores antigos, tanto de estátuas e bustos quanto de baixos-relevos, entre os quais um era o mais belo e o mais conservado que sobriveveu da antiguidade, é um baixo-relevo esculpido no entorno de um grande vaso disposto no alto de uma avenida e que se encontra entalhado no livro de baixos-relevos antigos vendido na Calcografia Camerale em Montecitorio. | ” |

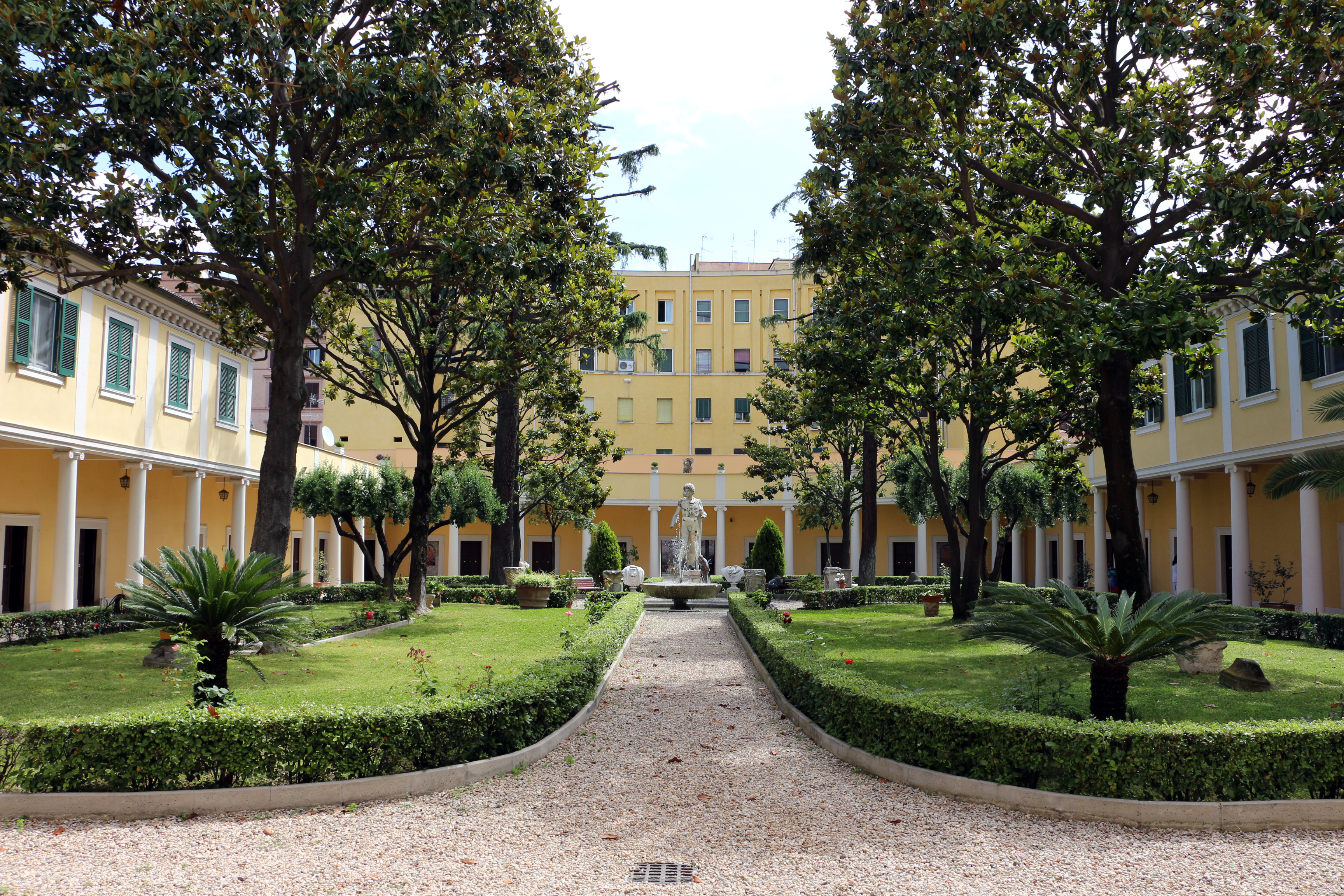
Vista do "claustro", o que restou do jardim que está atualmente rodeado edifícios modernos.

Patrono das artes e colecionador de obras de arte, o marquês Vincenzo juntou na propriedade uma coleção de cerca de 1 000 peças, considerada uma das mais prestigiosas da época.
Em 1803, a família Massimo adquiriu a propriedade e, através dela, a villa passou para os Lancellotti em 1848. Em 1871, depois da unificação da Itália, toda a região do monte Esquilino foi submetida a um projeto de reurbanização e loteamento e os Lancellotti venderam o vasto parque como área para novas construções. Em 1885, enquanto o jardim sucumbia diante da expansão da cidade, apenas o portão e o muro no entorno foram cedidos ao estado italiano. O portão acabou sendo reposicionado em 1931 para servir como entrada para a Villa Celimontana, no monte Célio, onde ainda hoje permanece.
O terreno no ângulo entre a Via Merulana e a Via Labicana foi adquirido pelos Frades Menores, expulsos da Torre de Paulo III, no Capitólio por causa das desaopriações para a  construção do Vittoriano, que construíram ali a sede da ordem, com um colégio e a igreja de Sant'Antonio da Padova all'Esquilino. Nos primeiros anos do século XIX, a área verde da antiga Villa Giustiniani não existia mais e o que restava do jardim, ou seja, o palacete, foi adquirido em 1948 pelos padres da Custódia da Terra Santa, que abrigaram ali a sua sede na Itália.

## Descrição

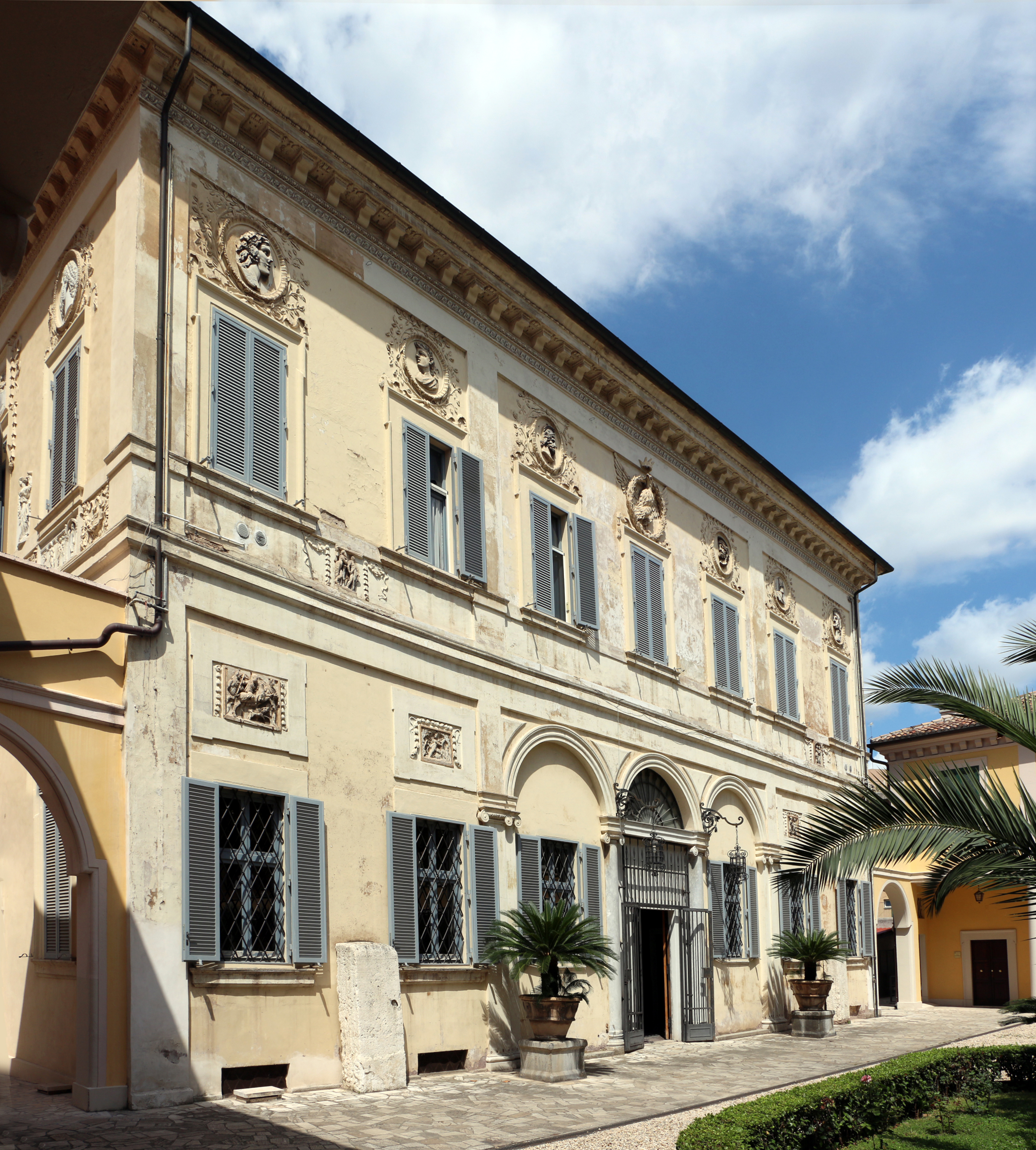
Vista da fachada interna, de frente para o jardim.

O palacete era constituído de dois pisos, com uma lógia no piso térreo, emparedado no início do século XIX. e uma galeria no primeiro piso, emparedada no século XVIII durante as intervenções na fachada por Andrea Giustiniani, herdeiro de Vincenzo (abaixo). O lado oeste, de frente para a Via Boiardo, apresenta, no centro da fachada, acima do portal, a frente de um sarcófago do século III representando o mito de "Aquiles em Esquiro"; as quatro janelas laterais apresentam medalhões emoldurados com coroas (as internas) e dois baixos-relevos representando o mito de Fedra e das Musas (externas). Quatro frentes de sarcófagos, intercaladas com as pombas dos Pamphilj (por causa de sua esposa, Maria Pamphilj, sobrinha do papa Inocêncio X) formam uma cornija marcapiano, no centro da qual está uma varanda encimada por uma águia, brasão dos Giustiniani.
Já nas mãos dos Massimo, entre 1817 e 1829, as três salas da residência do lado do jardim foram pintadas em afresco pelos nazarenos: os "Episódios de Orlando Furioso" (Quarto de Ariosto) por Julius Schnorr von Carolsfeld (1822-27), os "Episódios de Jerusalém Libertada" (Quarto de Tasso) por Johann Friederich Overbeck (1819-27) e as "Cenas do Paraíso e Purgatório" (Quarto de Dante) por Joseph Anton Koch (1825-28) ajudado nas guirlandas por Franz Horny e, no teto, "Alegoria do Paraíso", por Philip Veit (1818-24). Nas salas do piso térreo também foram colocadas oito estátuas antigas e o teto também foi pintado em afresco com alegorias de Domenico Del Frate.
Em 1951, os novos proprietários, os padres da Custódia da Terra Santa, construíram um novo edifício no local, constituído por duas baixas alas laterais ligadas por um pórtico com colunas que se projetam de um edifício semicircular no fundo, o que, na prática, circundou o jardim em três lados transformando-o numa espécie de claustro. No centro foi colocada uma fonte rústica contornada por alguns capitéis, altares funerários, fragmentos de esculturas antigas, míseros restos da rica coleção da família Giustiniani, e também uma cópia da estátua original do imperador Justiniano, destruída durante a Segunda Guerra Mundial. A estátua é um pastiche criado em 1638 por ordem do príncipe Andrea Giustiniani, que encomendou a Arcangelo Gonnelli uma obra que sublinhasse a pretensa (e fantasiosa) descendência da família do imperador Justiniano (em italiano:  Giustiniano). Foi escolhido um colossal torso sem cabeça de mármore grego e uma cabeça vinda de um busto juvenil do imperador Marco Aurélio. A estátua resultante, representando o imperador na flor da idade e com cerca de quatro metros de altura, foi levada para a sua posição atual em 1742 por Giovanni Battista Giustiniani segundo uma inscrição afixada numa parede do lado sul do palacete.

## Afrescos

Afrescos no interior
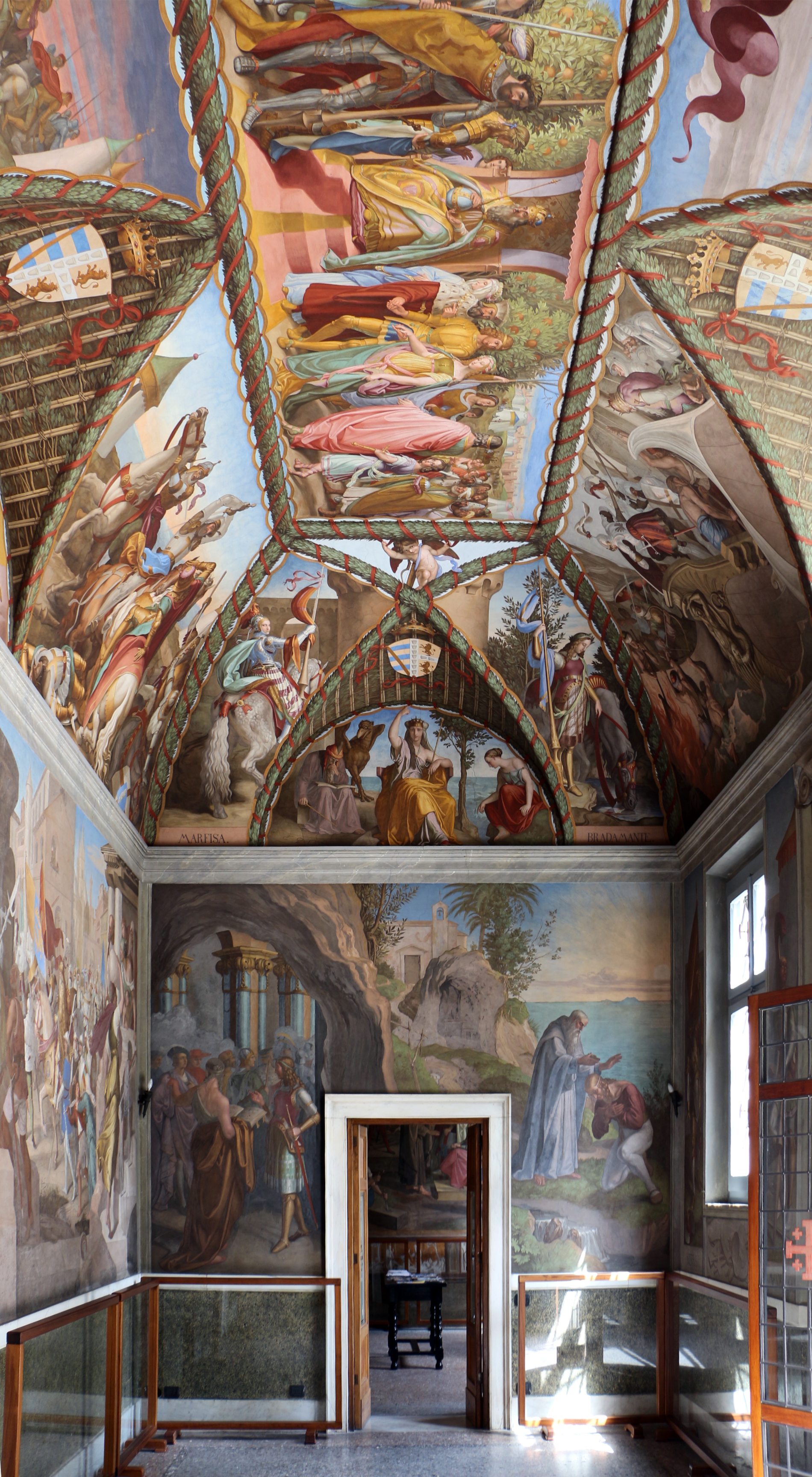
Quarto de Ariosto.
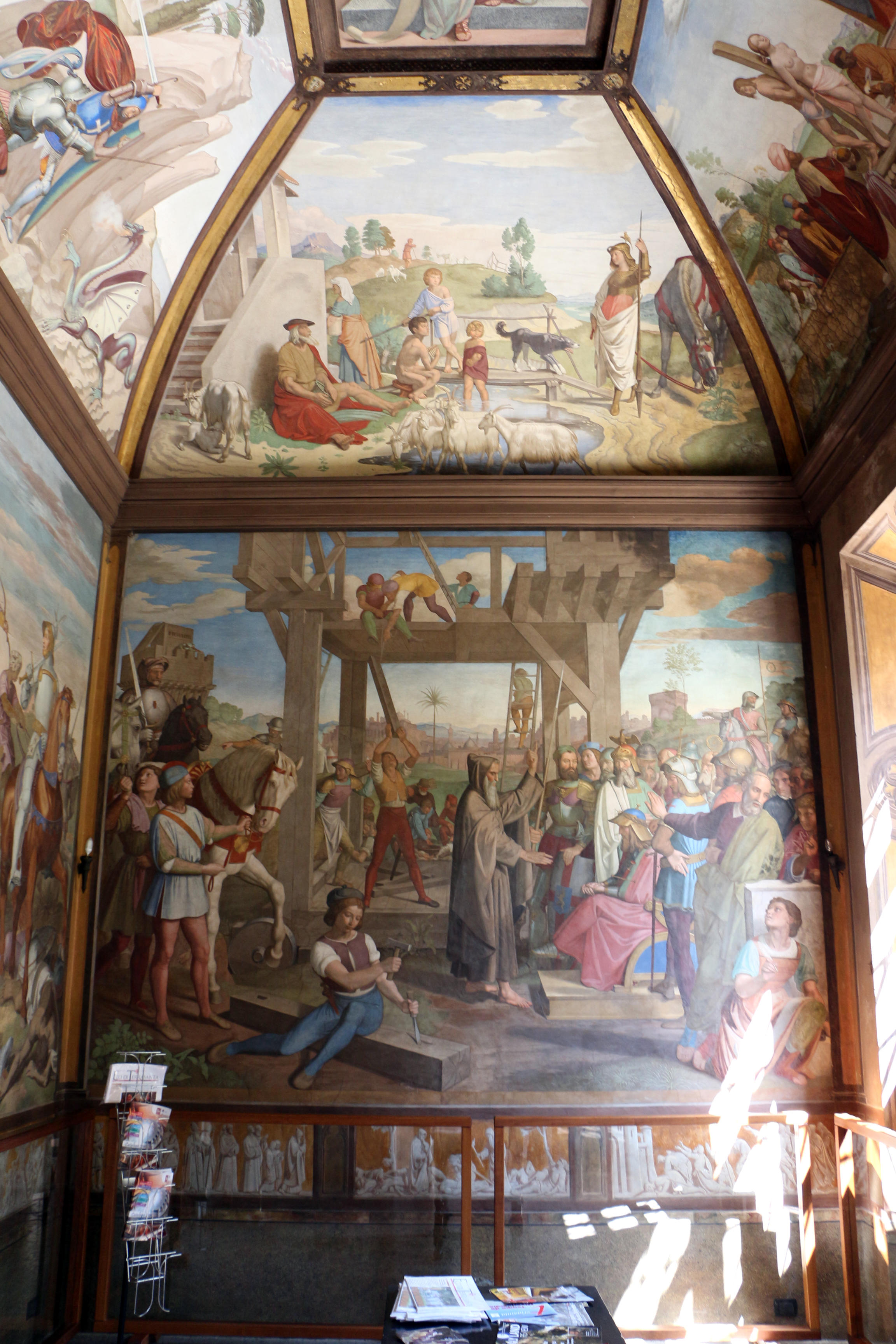
Quarto de Tasso.
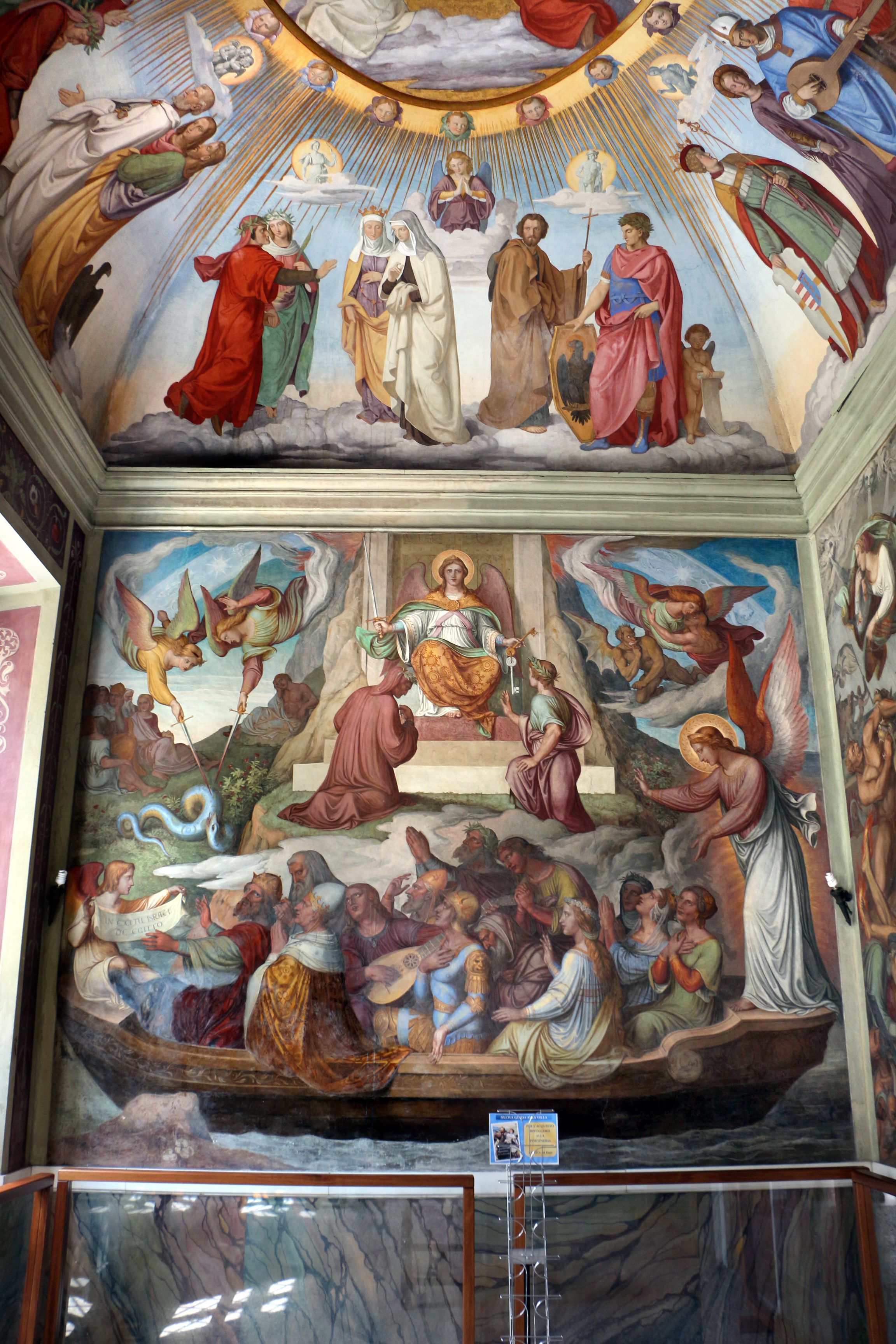
Quarto de Dante